# Torrente de Cinca
Torrente de Cinca est une commune d'Espagne dans la province de Huesca en communauté autonome d'Aragon.
Son territoire se situe sur la rive droite de la Cinca, près de la conflluence evec l'Èbre (voir géolocalisation ci-contre).

## Géographie

### Topographie

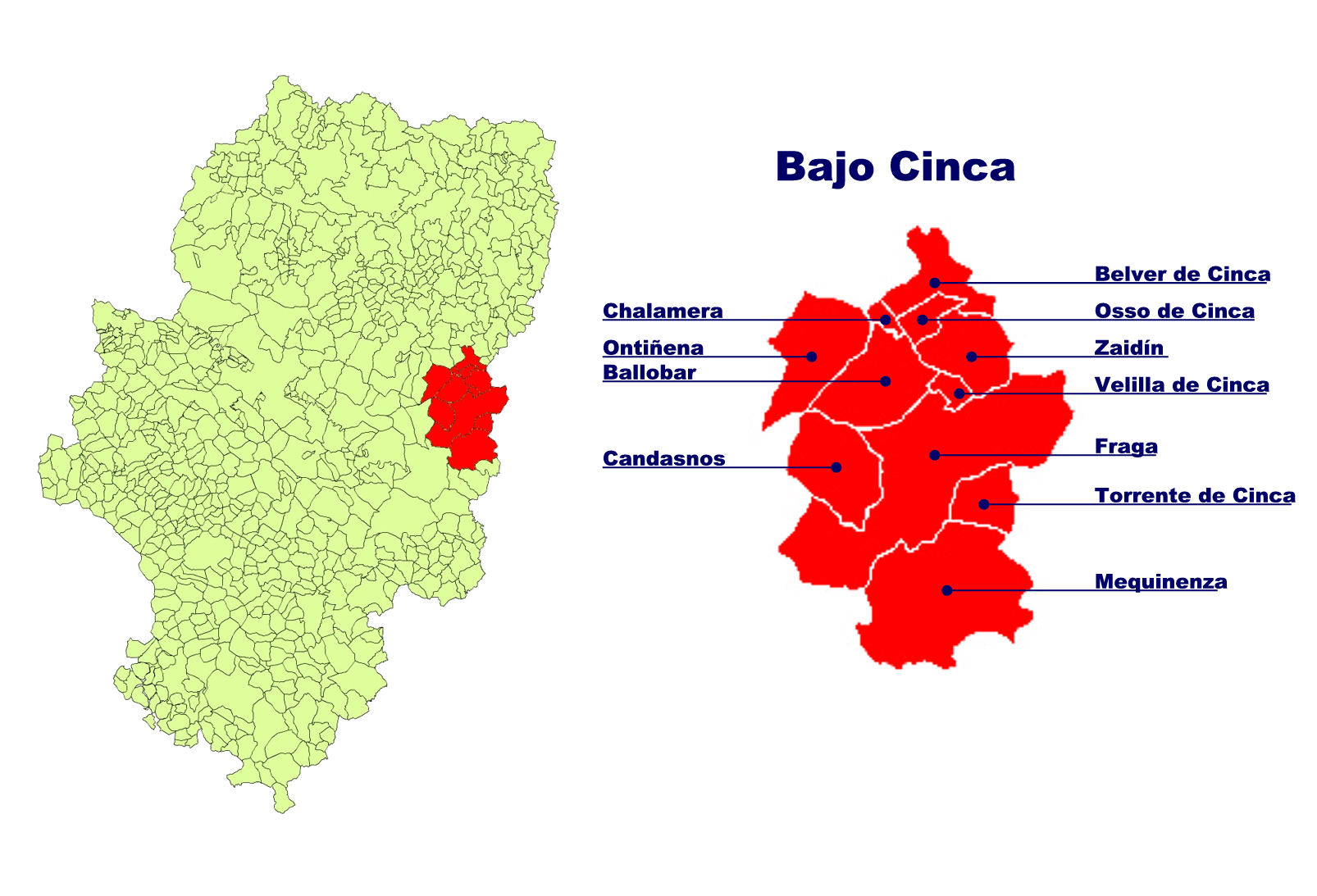
Territoire des communes en la comarque de la Bajo Cinca/Baix Cinca (zone rouge, reste de l'Aragon en vert clair).

Administrativement la localité se trouve à l'est de l'Aragon dans la comarque de la Bajo Cinca/Baix Cinca.

## Administration
| Période | Période | Identité                     | Étiquette | Qualité |
| ------- | ------- | ---------------------------- | --------- | ------- |
| 1979    | 1983    |                              |           |         |
| 1983    | 1987    |                              |           |         |
| 1987    | 1991    |                              |           |         |
| 1991    | 1995    |                              |           |         |
| 1995    | 1999    |                              |           |         |
| 1999    | 2003    |                              |           |         |
| 2003    | 2007    |                              |           |         |
| 2007    | 2011    | José Evaristo Cabistañ Cuchi | PSOE      |         |

## Démographie
| Évolution démographique, | Évolution démographique, | Évolution démographique, | Évolution démographique, | Évolution démographique, | Évolution démographique, | Évolution démographique, | Évolution démographique, | Évolution démographique, | Évolution démographique, | Évolution démographique, | Évolution démographique, | Évolution démographique, | Évolution démographique, | Évolution démographique, | Évolution démographique, | Évolution démographique, | Évolution démographique, |
| 1842                     | 1857                     | 1860                     | 1877                     | 1887                     | 1897                     | 1900                     | 1910                     | 1920                     | 1930                     | 1940                     | 1950                     | 1960                     | 1970                     | 1981                     | 1991                     | 2001                     | 2008                     |
| ------------------------ | ------------------------ | ------------------------ | ------------------------ | ------------------------ | ------------------------ | ------------------------ | ------------------------ | ------------------------ | ------------------------ | ------------------------ | ------------------------ | ------------------------ | ------------------------ | ------------------------ | ------------------------ | ------------------------ | ------------------------ |
| 686                      | ..                       | ..                       | 1347                     | 1368                     | 1347                     | 1382                     | 1409                     | 1438                     | 1369                     | 1315                     | 1454                     | 1793                     | 1524                     | 1261                     | 1174                     | 1103                     | 1017                     |